# Quadrathlon
Quadrathlon is een duursport die bestaat uit vier disciplines, met name, zwemmen, veldrijden, kajaken en lopen

## Historiek
De eerste quadrathlon zou in 1987 op Ibiza zijn georganiseerd door Sergio Ferrero.

## Afstanden
|                     | Zwemmen | Fietsen | Kajakken | Lopen   |
| ------------------- | ------- | ------- | -------- | ------- |
| Sprint              | 750 m   | 20 km   | 4 km     | 5 km    |
| Middellange afstand | 1500 m  | 40 km   | 8 km     | 10 km   |
| Lange afstand       | 5 km    | 100 km  | 20 km    | 21 km   |
| Ultra afstand       | 10 km   | 200 km  | 40 km    | 42,2 km |

## Bekende atleten[2]
- Gergő Badar
- Thoralf Berg
- Katrin Burow
- Daniel Corner
- Albert Corominas
- Ferenc Csima
- Martin Dvořák
- Antje Fiebig
- Martin Flinta
- Silke Harenberg
- Michal Háša
- Patrick Hausens
- Péter Hóbor
- Lukáš Matys
- Ellen Mielke
- Kerstin Niclas
- Helen Parkinson
- Enrique Peces
- Zsofia Perczel
- William Peters
- Miroslav Podborský
- Karla Polívková
- Nigel Reynolds
- Leoš Roušavý
- Markéta Šimečková
- Šárka Skalická
- Andrea Spitzer
- Tomáš Svoboda
- Lisa Teichert
- Stefan Teichert